# 2. tujski inženirski polk
2. tujski inženirski polk (izvirno francosko 2e Régiment étranger de génie; kratica: 2e REG) je inženirski polk Francoske tujske legije, ki je v sestavi 27. gorske pehotne brigade.

## Zgodovina
Polk je bil ustanovljen 1. julija 1999 in nadaljuje tradicijo 5. tujskega pehotnega polka.